# Abdruck (Archäologie)
Ähnlich dem Abdruck in der Geologie nutzt man auch in der Archäologie Abdrücke zum Erwerb von Kenntnissen über die Vorgeschichte. Sie sind eine der wenigen Möglichkeiten, etwas über Gegenstände der Steinzeit zu erfahren, die normalerweise verrotten.
Ein Abdruck entsteht, wenn ein Gegenstand Druck auf einen verformbaren, meist feuchten Untergrund ausübt. Trocknet der Untergrund aus, oder wird er mit Sediment, zum Beispiel Lava, Erde oder Staub bedeckt, so bleibt die Form der Berührungsfläche des Gegenstandes mit dem Boden erhalten.
Verschiedene Mechanismen sind denkbar:
1. Ein Pfahl steckt in der Erde und verrottet; der Hohlraum füllt sich mit anderem Material.
2. Ein untergegangenes Schiff, das auf Schlick liegt, verrottet; neue Sedimentschichten bilden sich darüber.
3. Ein schwerer Korb steht auf lehmigem Boden und wird weggetragen; die Sonne trocknet den Lehm.
4. Eine vielbefahrene Straße wird durch die Wagenräder verdichtet. Die Fahrspuren lassen sich noch nach Jahrtausenden ausmachen.
5. Eine Pflanze hinterlässt ihren Abdruck auf dem Boden oder auf Fundstücken; so kann die Pflanzenwelt der Vergangenheit erforsch werden.[1]
6. Menschen oder Tiere haben ihre Fußabdrücke an einer Küste hinterlassen. Im Laufe der Jahrtausende bilden sich neue Gesteinsschichten darüber, welche eines Tages von den Wellen des Meeres freigelegt werden.[2]